# Хеллер, Ципора
Ципора Хеллер (англ. Tziporah Heller) — еврейская писательница, лектор, деятельница иудейского образования, живущая в Иерусалиме. Старшая преподавательница в женском колледже Неве-Ерушалайим, глава семинарии Бнос-Авигаиль, преподавательница онлайн-колледжа Naaleh.com. Хеллер специализируется на текстологических исследованиях Пятикнижия и еврейских философских трудов, а также исследовании роли женщин в иудаизме. Перу Хеллер принадлежит несколько книг, она работает колумнисткой в газете харедим «Хамодиа».

## Ранние годы
Ципора Краснер родилась в Нью-Йорке в Бруклине, окончила начальную школу Бейт-Яаков. В 1966—1967 годах посещала семинарию Рава Вольфа в Бней-Браке.

## Карьера
После замужества в 1976 году Хеллер вместе с мужем, раввином Авраамом Довидом Хеллером, репатриировались в Израиль, в течение двух лет они работали над тем, чтобы открыть колель в Галилее, в Мисгаве. Затем они вернулись в Иерусалим. В 1980 году Хеллер устроилась преподавать в женский еврейский колледж Неве-Ерушалайим. В 2015 году она возглавила семинарию Бнос-Авигаиль в кампусе Неве-Ерушалайима.
Хеллер профессионально занимается библейской текстологией и еврейской философией, основной фокус её деятельности — комментарии Рамбама и Махараля. Также Хеллер читает лекции о роли женщин в иудаизме и женщинах, сыгравших важные роли в Танахе и жизни иудейских пророков. Часто отмечают её умение объяснить возвышенные идеи, применяя их к повседневности, перемежая историями из жизни и юмором. Взгляды Хеллер на роль женщины в иудаизме часто цитируют.
Также Хеллер записывает лекции для онлайн-колледжа Naaleh.com и публикует еженедельную колонку в газете «Хамодиа». Книга Хеллер This Way Up: Torah essays on spiritual growth («Отсюда и наверх: тораические эссе о духовном развитии») скомпилирована из напечатанного в Хамодии в 1990-е годы. Дважды в год Хеллер устраивает международные лекционные туры. У Хеллер училось несколько тысяч человек, её одобрение ценится издателями еврейской литературы. В 2011 году Хеллер была номинирована на премию «Герои еврейского сообщества» (англ. Jewish Community Heroes), вручаемую организацией Jewish Federations of North America.

## Личная жизнь
Ребецин Ципора и её муж Авраам Довид (1944—2013) устраивали большие приёмы на шаббат и еврейские праздники. Авраам Довид был известным раввином, учеником Ицхока Хутнера, он уговорил Хеллер начать преподавать и помогал ей в организации лекций.
Зять Хеллер, Шмуэль Голдстин, был серьёзно ранен в теракте 2014 года. После атаки Хеллер написала открытое письмо родственникам и друзьям с описанием событий, и опубликовала его в СМИ, а также комментировала произошедшее на телевидении.